# Kościół Matki Bożej Różańcowej w Schodni
Kościół Matki Bożej Różańcowej – rzymskokatolicki kościół parafialny położony przy ulicy Opolskiej 18 A w Schodni. Kościół należy do parafii Matki Bożej Różańcowej w Schodni w dekanacie Ozimek, diecezji opolskiej.

## Historia kościoła
Kościół w Schodni został wybudowany w latach 1980–1983. 13 listopada 1983 roku świątynia została konsekrowana przez biskupa A. Adamiuka.